# کانیدین ارو
کانیدین ارو (انگلیسی: Canadian Arrow) شرکت هوافضای کانادایی است، که در سال ۱۹۹۹ تأسیس شد.